# La Côte-Saint-André
Ne doit pas être confondu avec Saint-André-la-Côte dans le Rhône.
La Côte-Saint-André est une commune française située dans le département de l'Isère, dans l'arrondissement de Vienne, en région Auvergne-Rhône-Alpes.
Sur les dépliants touristiques et les sites web locaux, la petite ville est généralement présentée comme le principal centre économique et culturel de la micro-région de la Bièvre et de la plaine du Liers.
Cette commune, qui compte de nombreux monuments historiques, est la ville natale du compositeur français et chef d'orchestre Hector Berlioz, ainsi que la ville siège du Festival Berlioz, créé en son honneur et qui se déroule chaque année, les principaux concerts ayant lieu dans la cour du château de La Côte-Saint-André.
Le bourg de La Côte est situé sur le chemin des pèlerins se rendant à Saint-Jacques-de-Compostelle, depuis la ville de Genève et ses habitants de la commune sont dénommés les Côtois.

## Géographie

### Situation et description

#### Situation
Située entre Lyon, Grenoble, Valence et Bourgoin-Jallieu, La Côte-Saint-André se trouve plus précisément dans la Plaine de Bièvre, dans le secteur du Bas Dauphiné, en Isère, et s'est principalement développée sur le versant sud d'une colline qui sépare la vallée du Liers du secteur de la Bièvre. L'altitude varie entre 329 et 578 m.
La Côte-Saint-André était le siège de la communauté de communes du Pays de Bièvre-Liers jusqu'au 31 décembre 2013. Elle appartient depuis 2014 à la communauté de communes Bièvre Isère dont le siège est à Saint-Étienne-de-Saint-Geoirs.
Son centre-ville se situe à 67 km du centre de Lyon, préfecture de la région Auvergne-Rhône-Alpes et à 53 km de Grenoble, préfecture du département de l'Isère, ainsi qu'à 446 km de Paris (à vol d'oiseau). La Côte-Saint-André se positionne à proximité de l'aéroport de Grenoble-Alpes-Isère situé à 6,6 kilomètres du centre-ville.

#### Description
La petite ville, nichée sur le flanc d'une colline, présente un centre ancien aux rues très resserrées avec de nombreux bâtiments à l’architecture typique des XIe, XVIe et XIXe siècles, dont certains sont classés aux titres des monuments historiques.
Un château domine la vieille ville dont les faubourgs s'étendent dans la plaine.

### Communes limitrophes

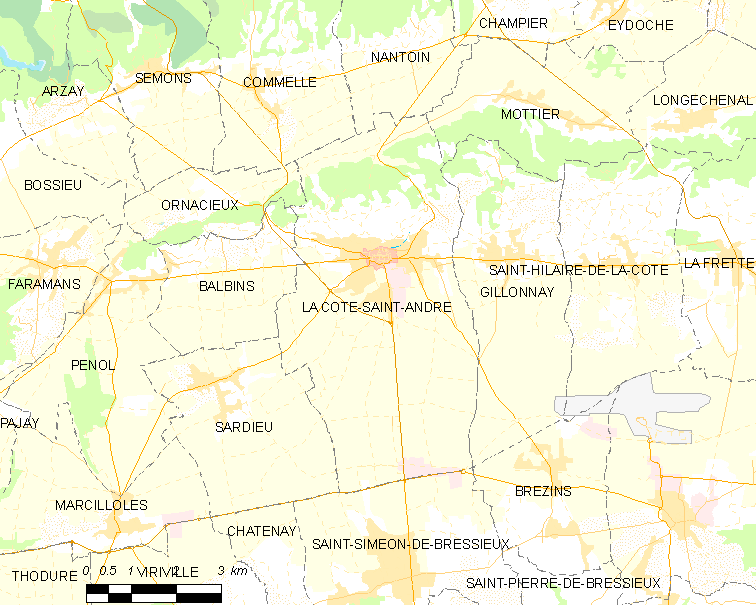
Plan de la commune de La Côte-Saint-André et des communes voisines

La Côte-Saint-André est limitrophe de sept autres communes de l'Isère (depuis le rattachement des communes de Nantoin et de Commelle à la commune nouvelle de  Porte-des-Bonnevaux, au 1er janvier 2019 ) :

### Géologie et relief
Le territoire de La Côte Saint-André se positionne dans la région naturelle de Bièvre-Valloire, une large vallée ouverte entre celle de l'Isère (au sud) et le cours du Rhône (à l'ouest) et dont la forme régulière en auge à fond plat suggère une origine glaciaire, ce que confirme la présence de dépôts morainiques.

### Climat
Pour des articles plus généraux, voir Climat d'Auvergne-Rhône-Alpes et Climat de l'Isère.
En 2010, le climat de la commune est de type climat des marges montargnardes, selon une étude du Centre national de la recherche scientifique s'appuyant sur une série de données couvrant la période 1971-2000. En 2020, Météo-France publie une typologie des climats de la France métropolitaine dans laquelle la commune est exposée à un climat de montagne ou de marges de montagne et est dans la région climatique Alpes du nord, caractérisée par une pluviométrie annuelle de 1 200 à 1 500 mm, irrégulièrement répartie en été.
Pour la période 1971-2000, la température annuelle moyenne est de 11 °C, avec une amplitude thermique annuelle de 17,5 °C. Le cumul annuel moyen de précipitations est de 1 049 mm, avec 9,7 jours de précipitations en janvier et 6,5 jours en juillet. Pour la période 1991-2020, la température moyenne annuelle observée sur la station météorologique de Météo-France la plus proche, « Grenoble-Saint-Geoirs », sur la commune de Saint-Étienne-de-Saint-Geoirs à 10 km à vol d'oiseau, est de 11,5 °C et le cumul annuel moyen de précipitations est de 915,1 mm,. Pour l'avenir, les paramètres climatiques de la commune estimés pour 2050 selon différents scénarios d'émission de gaz à effet de serre sont consultables sur un site dédié publié par Météo-France en novembre 2022.

### Hydrographie
La Raille d'une longueur de 35 km et son affluent le petit Rival, d'une longueur de 4,8 km, sont les seuls cours d'eau notables de la commune.
Ceux-ci s'écoulent dans la plaine de Bièvre, dans la partie méridionale du territoire communal.

### Voies de communications

#### Voies routières

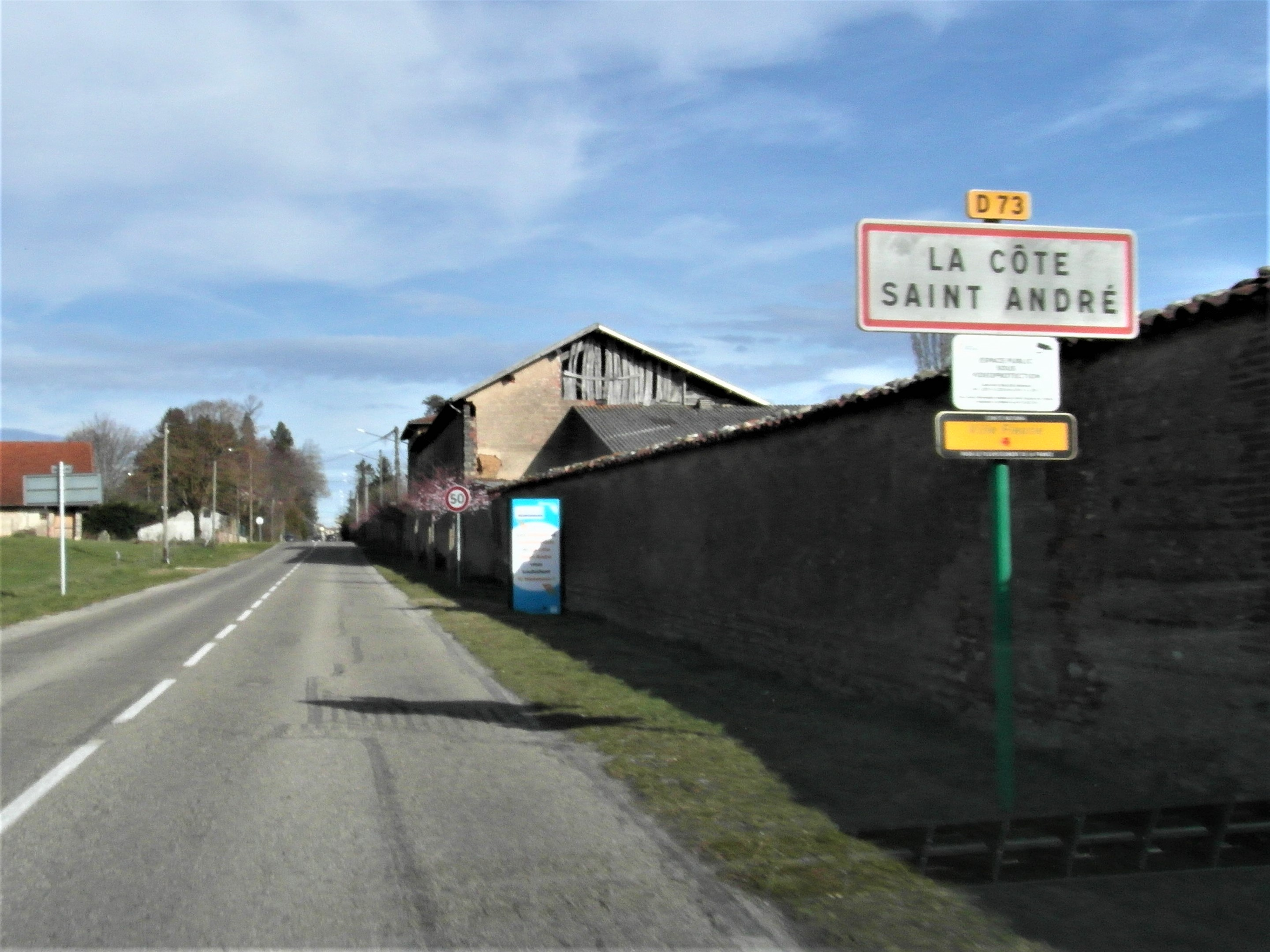
Panneau d'entrée de La Côte Saint-André (RD73)

La ville de La Côte-Saint-André se positionne au centre d'un triangle formé par les autoroutes A7, A48 et A49, la ville étant cependant plus rapidement accessible par l'autoroute A48 qui relie Lyon à Grenoble, et une bretelle d'accès en voie rapide, la RD119 (appelée "axe de Bièvre", en 2x2 voies) qui s'arrête à la commune voisine de Brézins.
- 9 Rives à 27 km : Vienne, Rives, La Côte-Saint-André, Lac de Paladru, Aéroport de Grenoble-Isère.

L'accès routier à la commune est également possible par l'ancienne route nationale 85 qui relie Lyon à Grenoble, puis en empruntant la RD71 en venant de Lyon ou la RD73 en arrivant par Grenoble.

#### Chemins pédestres
Le chemin de Compostelle partant de la ville de Genève, en Suisse, recueille les pèlerins suisses et allemands se rendant à la ville espagnole et aboutit à la via Podiensis tout en se confondant, dans son parcours français avec le chemin de grande randonnée GR65. Le sentier suit le chemin des crêtes des collines qui dominent le lac de Paladru, puis le village de Colombe, avant de rejoindre le territoire de La Côte-Saint-André, puis de prendre la direction du Puy-en-Velay.
|  | Parcours Chemin de Saint-Jacques-de-Compostelle / via Gebennensis + via Podiensis • Genève (Suisse) • Les Abrets - Valencogne - La Côte-Saint-André (Isère) • Le Puy-en-Velay (Haute-Loire) • Nasbinals (Lozère) • Conques (Aveyron) • Figeac (Lot) • Moissac (Tarn-et-Garonne) • Aire-sur-l'Adour (Landes) • Col de Roncevaux (Espagne) |

### Transports publics

#### Autocars
Le réseau Cars Région Isère, anciennement connu sous l'appellation locale Transisère, relie la ville de La Côte-Saint-André à de nombreuses villes de l'Isère.
- Ligne T31 : La Côte-Saint-André ↔ Bourgoin-Jallieu
- Ligne T35 : La Côte-Saint-André ↔ Vienne
- Ligne T51 : La Côte-Saint-André ↔ Apprieu ↔ Grenoble
- Ligne T54 : La Côte-Saint-André ↔ Beaurepaire
- Ligne T55 : La Côte-Saint-André ↔ Rives ↔ Voiron
- Ligne T56 : La Côte-Saint-André ↔ Apprieu ↔ Voiron

La ligne express X08 (Beaurepaire ↔ Grenoble) est aussi accessible à partir de parkings relais situés au "Rival" (La Côte-Saint-André) et à l'entrée "Rives" de l'autoroute A48 (Parking relais "Bièvre-Dauphiné", à 25 min de Grenoble).

#### Aéroport
L'aéroport le plus proche est l'aéroport de Grenoble-Isère, situé à moins d'une dizaine de kilomètres du centre de La Côte-Saint-André. La ligne d'autocar T55 permet de relier cet aéroport avec la ville notamment durant l'édition du festival Berlioz.

#### Voies ferrées
La gare ferroviaire la plus proche est la gare du Grand-Lemps, située à environ 10 km de La Côte Saint-André. Celle-ci se présente sous la forme d'une halte ferroviaire desservie par les trains TER Auvergne-Rhône-Alpes de la relation de Lyon-Perrache. Cette gare comprend un parc pour les vélos avec une consigne individuelle en libre accès.

## Urbanisme

### Typologie
Au 1er janvier 2024, La Côte-Saint-André est catégorisée bourg rural, selon la nouvelle grille communale de densité à sept niveaux définie par l'Insee en 2022.
Elle appartient à l'unité urbaine de La Côte-Saint-André, une agglomération intra-départementale regroupant deux  communes, dont elle est ville-centre,,. Par ailleurs la commune fait partie de l'aire d'attraction de La Côte-Saint-André, dont elle est la commune-centre,. Cette aire, qui regroupe 8 communes, est catégorisée dans les aires de moins de 50 000 habitants,.

### Occupation des sols
L'occupation des sols de la commune, telle qu'elle ressort de la base de données européenne d’occupation biophysique des sols Corine Land Cover (CLC), est marquée par l'importance des territoires agricoles (77,1 % en 2018), en diminution par rapport à 1990 (80,7 %). La répartition détaillée en 2018 est la suivante : 
terres arables (62 %), zones agricoles hétérogènes (13 %), forêts (9,2 %), zones urbanisées (8,9 %), zones industrielles ou commerciales et réseaux de communication (3,9 %), prairies (2,2 %), espaces verts artificialisés, non agricoles (0,9 %). L'évolution de l’occupation des sols de la commune et de ses infrastructures peut être observée sur les différentes représentations cartographiques du territoire : la carte de Cassini (XVIIIe siècle), la carte d'état-major (1820-1866) et les cartes ou photos aériennes de l'IGN pour la période actuelle (1950 à aujourd'hui).

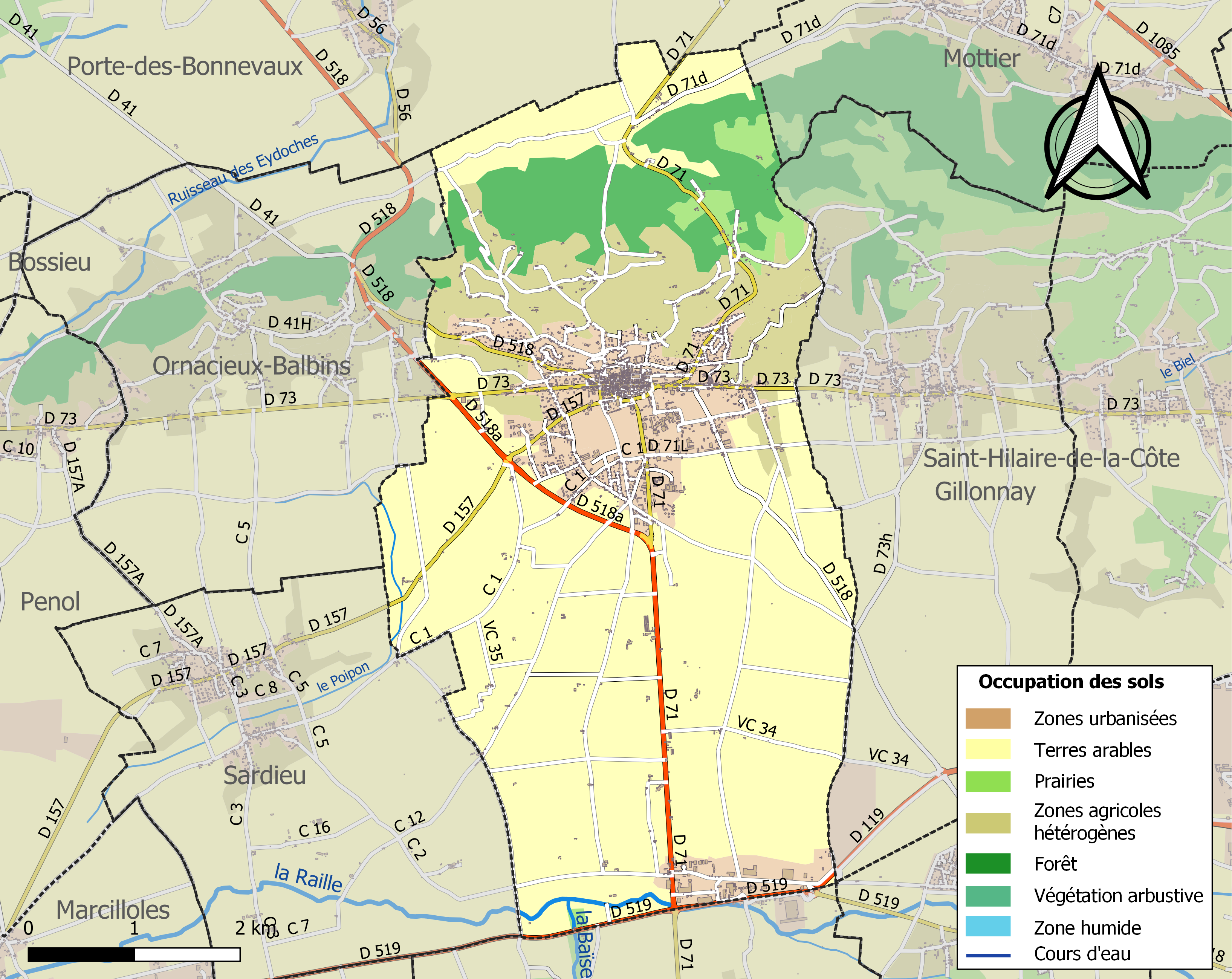
Carte des infrastructures et de l'occupation des sols de la commune en 2018 (CLC).

### Hameaux lieux-dits et écarts
Voici, ci-dessous, la liste la plus complète possible des divers hameaux, quartiers et lieux-dits résidentiels urbains comme ruraux qui composent le territoire de la commune de La Côte-Saint-André, présentés selon les références toponymiques fournies par le site Géoportail de l'Institut géographique national.
| - Maison Goubet - Maison Guillon - Ferme Régal - Saint-Corps - Sciez - Ferme Jars - Poulardière - Ferme Calloud | - Ferme Prat - Mas de la Mort - Verrière - Rochassieu - Poipon - Ferme Joubert - Mas Julien - les Berlandières | - la Croix Soulier - le Polard - Ferme Chenavier - Les Meunières - Maison Vidon - la Maillarde - le Clapier - la Bâtie | - Mi-Plaine - Blétonnaux - les Feugères - le Rival - Marguetière (Parc d'activités) - Maison Ducmaugé - Les Olagnières |

### Risques naturels et technologiques

#### Risques sismiques
L'ensemble du territoire de la commune de La Côte-Saint-André est situé en zone de sismicité no 3 (sur une échelle de 1 à 5), comme la plupart des communes de son secteur géographique.
| Type de zone | Niveau            | Définitions (bâtiment à risque normal) |
| ------------ | ----------------- | -------------------------------------- |
| Zone 3       | Sismicité modérée | accélération = 1,1 m/s2                |

#### Risques d'inondation
Les étangs et bassins ainsi que leurs abords sont classés en aléa fort d'inondation au pied de versant. Le secteur de la ferme Bally ainsi que la cuvette située au nord de la maison Dumont est classé en aléa fort et aléa moyen d'inondation, également au pied de versant.

## Toponymie
Selon André Planck, auteur du livre L'origine du nom des communes du département de l'Isère, le nom du bourg provient de « Santi Andréa da Costa », apparu pour la première fois sur des documents au Moyen Âge,.
Formes : Costa sancti Andreæ au XIIe siècle,,
La Côte-Saint-André s’est développée au pied d’une « pente », una costa en arpitan, sur le versant sud d’une hauteur autour d’une église de la fin du XIe siècle, dédiée à saint André.

## Histoire

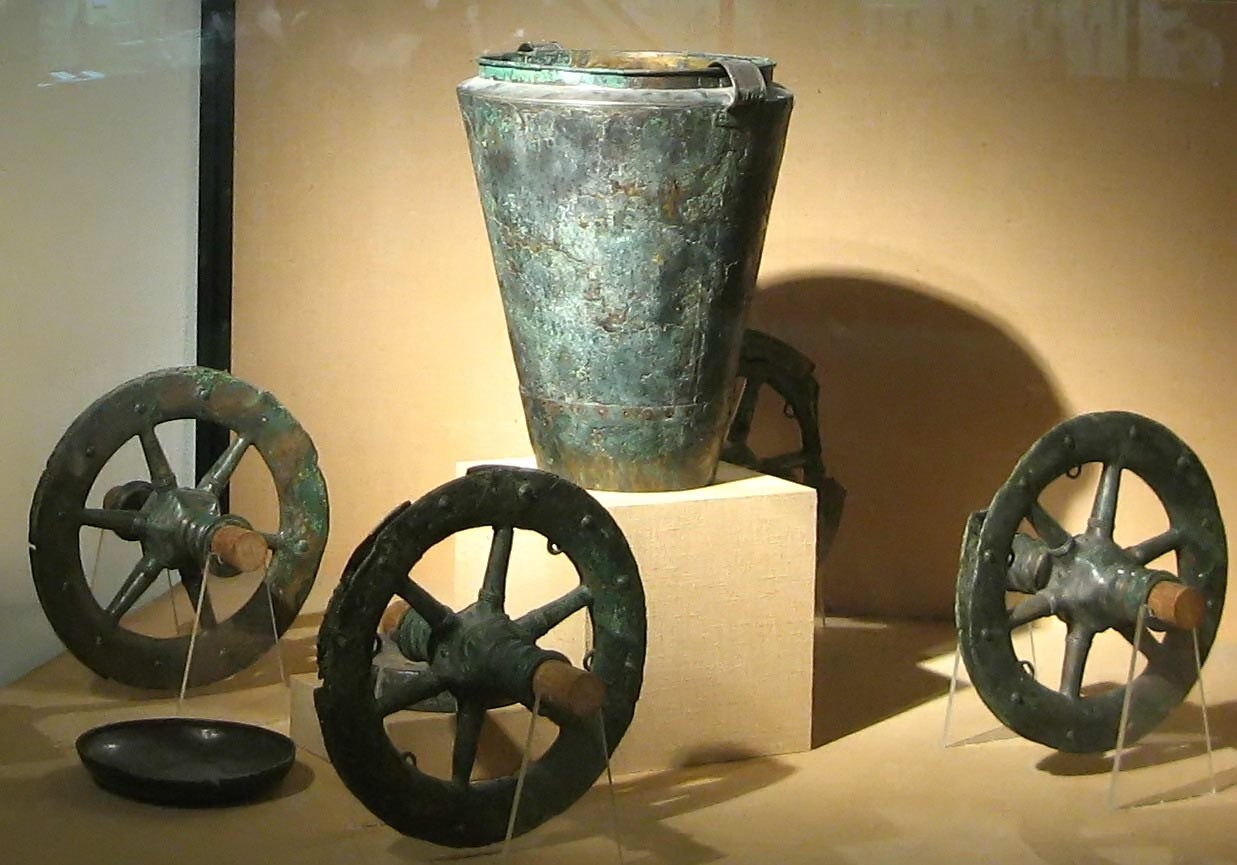
Le char gaulois trouvé en 1888

### Préhistoire et Antiquité
La période protohistorique est marquée par la présence d'un remarquable char cultuel, découvert en 1888 dans un tumulus au lieu-dit le Rival. Composé de quatre roues en bronze massif de la fin de l'âge du Bronze (VIIIe siècle av. J.-C.) réutilisées au Premier âge du Fer (VIIe siècle av. J.-C.) avec un grand seau et un bassin en tôle de bronze d'origine d'Italie du Nord. Il est aujourd'hui présenté au Musée gallo-romain de Fourvière à Lyon,.
Au début de l'Antiquité, le territoire des Allobroges s'étendait sur la plus grande partie des pays qui seront nommés plus tard la Sapaudia (ce « pays des sapins » deviendra la Savoie) et au nord de l'Isère.
Les Allobroges, comme bien d'autres peuples gaulois, sont une « confédération ». En fait, les Romains donnèrent, par commodité le nom d'Allobroges à l'ensemble des peuples gaulois vivant dans la civitate (cité) de Vienne, à l'ouest et au sud de la Sapaudia.

### Moyen Âge
Au début du Moyen Âge, la cité de La Côte est rattachée au Comté de Vienne, fief du Royaume de Bourgogne, issu du Pagus Viennensis (dit Viennois), subdivision territoriale carolingienne dirigé par un comte-gouverneur.
Cette ville, relativement ancienne, possède de nombreux édifices présentant une architecture des XIe, XVIe et XIXe siècles comme le château Louis XI, l'église ou la Halle de La Côte-Saint-André.
La plaine autrefois couverte de forêts et de bocages offre au XXIe siècle un paysage ouvert.

### Époque contemporaine

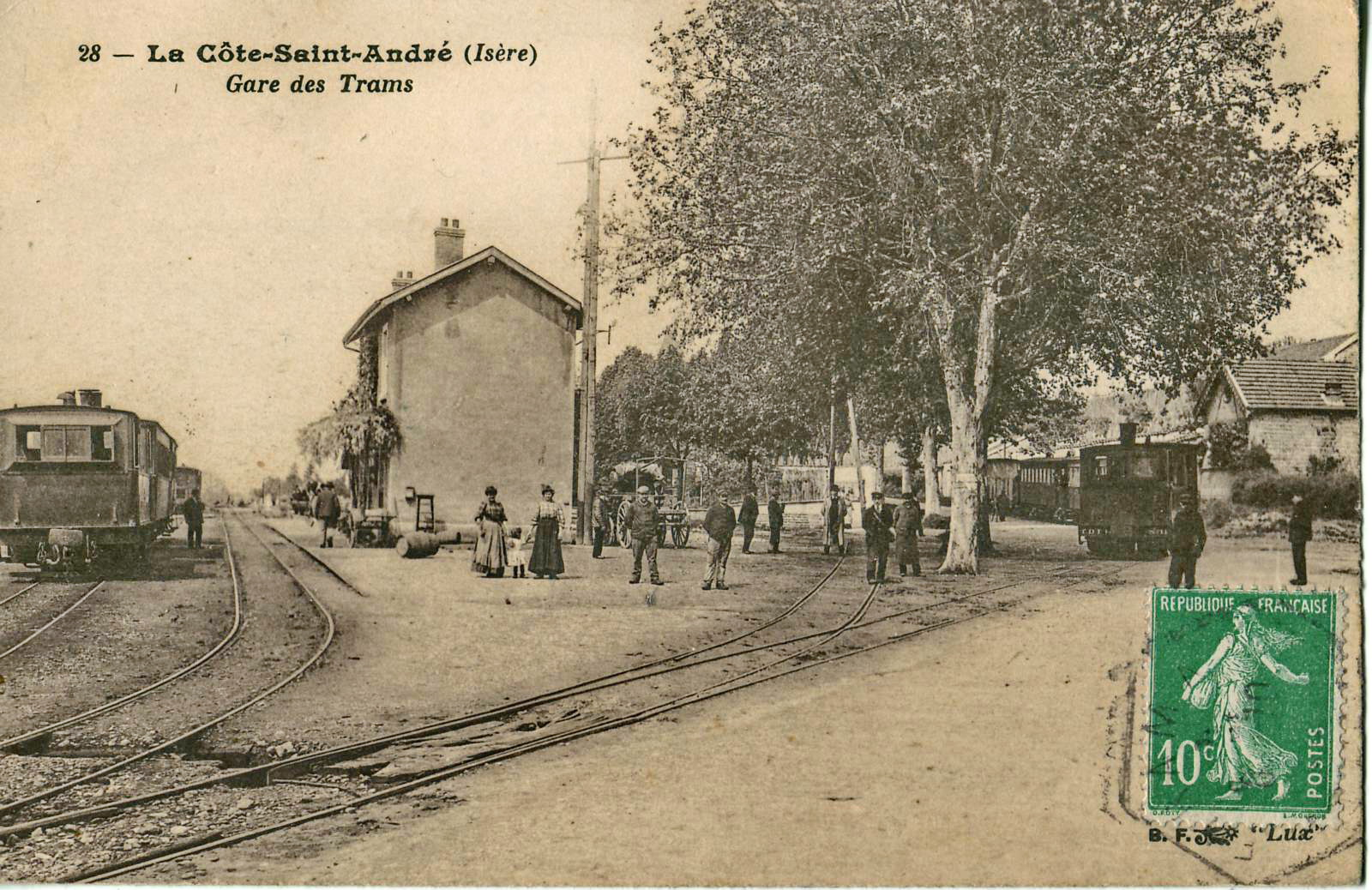
Le bourg fut un nœud de correspondance des lignes des Tramways de l'Ouest du Dauphiné puis des Voies ferrées du Dauphiné durant la première moitié du XX

La Côte-Saint-André s'est appelée La Côte-Bonne-Eau durant la brève période de laïcisation des toponymes, durant la Révolution française. Contrairement à une idée reçue, ce n'est pas La Côte-Saint-André mais Saint-Siméon-de-Bressieux qui s'est appelé La Côte-Marat.
Depuis le XVIIIe siècle, l'Hôtel de ville est le lieu où siège le corps municipal. Ce bâtiment est situé au nord des Halles. Le corps municipal de la ville siège à partir de 1863 à la mairie actuelle.
En 1899, la compagnie des tramways de l'Ouest du Dauphiné construit une ligne de tramway à voie métrique qui reliera durant plus de 35 ans La Côte-Saint-André à la ville du Grand-Lemps où est implanté la gare de la ligne Lyon - Grenoble. Cette ligne cessera définitivement son activité le 1er août 1935.

## Politique et administration

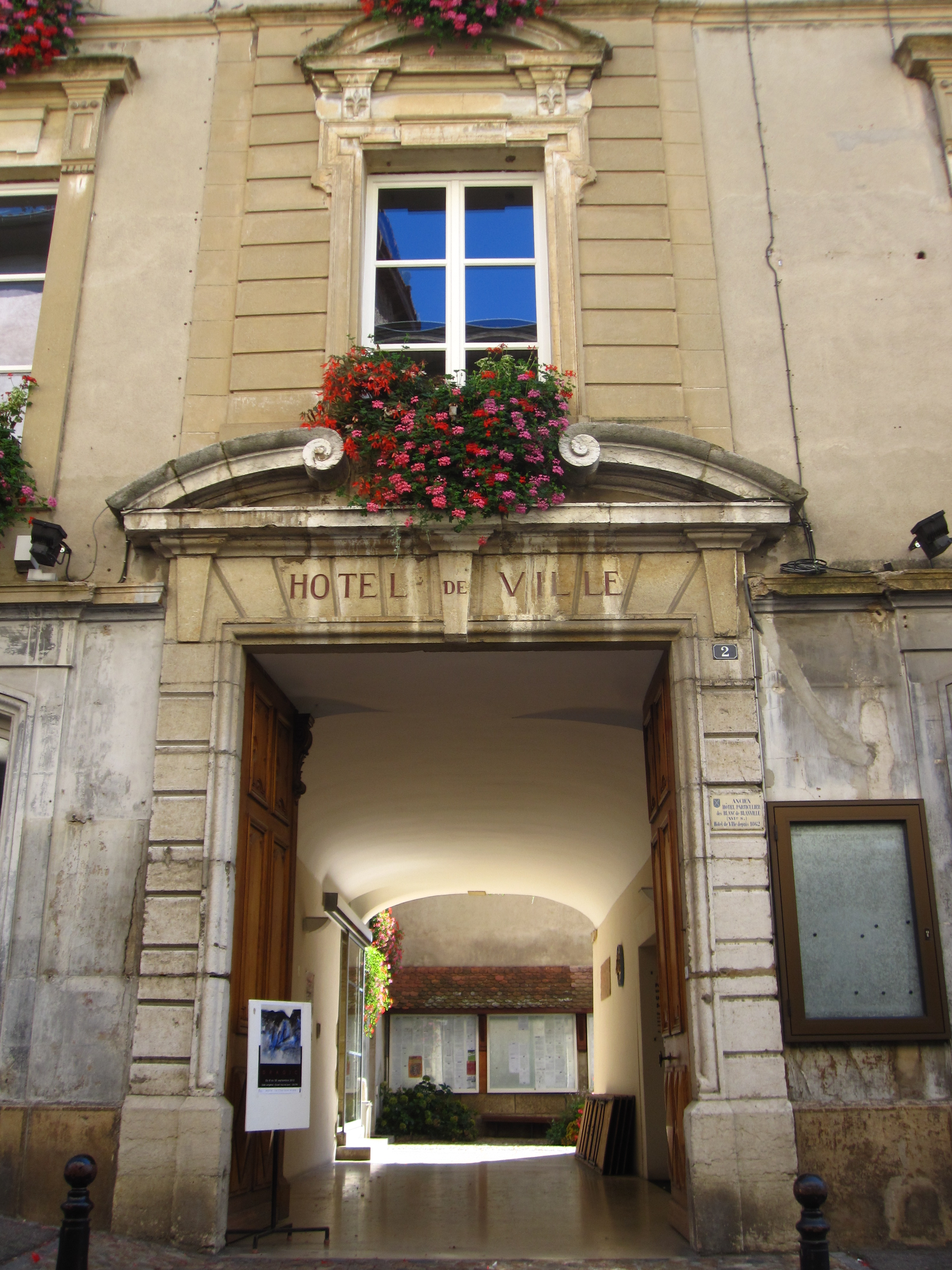
L'entrée de l'Hôtel de ville de La Côte-Saint-André.

### Administration municipale
En 2021, le conseil municipal de La Côte-Saint-André est composé de vingt-sept élus (quinze hommes et douze femmes) dont un maire, six adjoints et vingt conseillers municipaux.

### Tendances politiques et résultats

#### Scrutins nationaux
| Candidat | Candidat                    | 1er tour            | 1er tour | 2e tour             | 2e tour  |
| Candidat | Candidat                    | La Côte Saint-André | National | La Côte Saint-André | National |
| -------- | --------------------------- | ------------------- | -------- | ------------------- | -------- |
|          | Emmanuel Macron (LREM)      | 27,31 %             | 27,85 %  | 54,45 %             | 58,55 %  |
|          | Marine Le Pen (RN)          | 24,85 %             | 23,85 %  | 45,55 %             | 41,45 %  |
|          | Jean-Luc Mélenchon (LFI)    | 18,47 %             | 21,85 %  |                     |          |
|          | Éric Zemmour (REC)          | 9,01 %              | 7,07 %   |                     |          |
|          | Valérie Pécresse (LR)       | 5,98 %              | 4,78 %   |                     |          |
|          | Yannick Jadot (EELV)        | 3,53 %              | 4,63 %   |                     |          |
|          | Jean Lassalle (RES)         | 2,81                | 3,13 %   |                     |          |
|          | Fabien Roussel (PCF)        | 2,54 %              | 2,28 %   |                     |          |
|          | Nicolas Dupont-Aignan (DLF) | 2,10 %              | 2,06 %   |                     |          |
|          | Anne Hidalgo (PS)           | 1,70 %              | 1,75     |                     |          |
|          | Nathalie Arthaud (LO)       | 0,85 %              | 0,56 %   |                     |          |
|          | Philippe Poutou (NPA)       | 0,85 %              | 0,77 %   |                     |          |
| Votants  | Votants                     | 70,15 %             | 73,69 %  | 68,29 %             | 71,99 %  |

### Liste des maires
| Période                                  | Période                   | Identité                  | Étiquette | Qualité                                                 |
| ---------------------------------------- | ------------------------- | ------------------------- | --------- | ------------------------------------------------------- |
| Les données manquantes sont à compléter. |                           |                           |           |                                                         |
| 1817                                     | 18??                      | Dr Louis Berlioz          |           | Médecin                                                 |
| maire en 1886                            | 1893                      | Pierre-Marcel Paret       |           | (élu en 1874)                                           |
| 1893                                     | 1894                      | Charles Sautreaux         |           |                                                         |
| 1894                                     | 1908                      | Henri Meyer               |           | Conseiller général de La Côte-Saint-André (1894 → 1907) |
| 1908                                     | 1925                      | René Sautreaux            |           | Conseiller général de La Côte-Saint-André (1930 → 1931) |
| 1925                                     | 1929                      | Dr Etienne Berger         |           | Conseiller général de La Côte-Saint-André (1925 → 1930) |
| 1929                                     | 1941                      | Antonin Douillet          |           |                                                         |
| 1941                                     | 1944                      | Henri Du Fayet de la Tour |           |                                                         |
| 1944                                     | 1947                      | Jules Berthier            |           |                                                         |
| 1947                                     | 1947                      | Jean Sautreaux            |           | Conseiller général de La Côte-Saint-André (1947 → 1951) |
| 1947                                     | 1959                      | Henri Du Fayet de la Tour |           |                                                         |
| 1959                                     | 1961                      | Dr Louis Thiot            |           |                                                         |
| 1961                                     | 1971                      | René Pugin                |           |                                                         |
| 1971                                     | 1983                      | René Bergeret             | PS        | Ancien instituteur                                      |
| 1983                                     | 1994                      | Christian Abel            |           |                                                         |
| 1994                                     | décembre 2005             | Joseph Manchon            | DL        | Conseiller général de La Côte-Saint-André (1994 → 2008) |
| décembre 2005                            | mars 2008                 | Annequin-Digond           | DVD       |                                                         |
| mars 2008                                | mars 2014                 | Jacky Laverdure           | DVG       | Professeur agrégé de Mathématiques                      |
| mars 2014                                | En cours (au 25 mai 2020) | Joël Gullon               | DVD       | Cadre Réélu pour le mandat 2020-2026                    |

## Population et société

### Démographie
L'évolution du nombre d'habitants est connue à travers les recensements de la population effectués dans la commune depuis 1793. Pour les communes de moins de 10 000 habitants, une enquête de recensement portant sur toute la population est réalisée tous les cinq ans, les populations de référence des années intermédiaires étant quant à elles estimées par interpolation ou extrapolation. Pour la commune, le premier recensement exhaustif entrant dans le cadre du nouveau dispositif a été réalisé en 2004.

En 2022, la commune comptait 4 793 habitants, en évolution de −0,25 % par rapport à 2016 (Isère : +3,07 %, France hors Mayotte : +2,11 %).
| 1793  | 1800  | 1806  | 1821  | 1831  | 1836  | 1841  | 1846  | 1851  |
| ----- | ----- | ----- | ----- | ----- | ----- | ----- | ----- | ----- |
| 3 381 | 3 617 | 3 890 | 3 893 | 4 568 | 4 092 | 4 083 | 4 184 | 4 429 |

| 1856  | 1861  | 1866  | 1872  | 1876  | 1881  | 1886  | 1891  | 1896  |
| ----- | ----- | ----- | ----- | ----- | ----- | ----- | ----- | ----- |
| 4 437 | 4 616 | 4 556 | 4 346 | 4 304 | 4 193 | 4 156 | 4 015 | 3 826 |

| 1901  | 1906  | 1911  | 1921  | 1926  | 1931  | 1936  | 1946  | 1954  |
| ----- | ----- | ----- | ----- | ----- | ----- | ----- | ----- | ----- |
| 3 900 | 3 444 | 3 378 | 3 126 | 3 187 | 3 720 | 3 743 | 3 656 | 3 780 |

| 1962  | 1968  | 1975  | 1982  | 1990  | 1999  | 2004  | 2006  | 2009  |
| ----- | ----- | ----- | ----- | ----- | ----- | ----- | ----- | ----- |
| 3 623 | 3 522 | 3 865 | 3 857 | 3 966 | 4 240 | 4 496 | 4 653 | 4 810 |

| 2014  | 2019  | 2022  | - | - | - | - | - | - |
| ----- | ----- | ----- | - | - | - | - | - | - |
| 4 737 | 4 829 | 4 793 | - | - | - | - | - | - |

### Enseignement
Rattachée à l'académie de Grenoble (zona A), la commune héberge plusieurs établissements d'enseignement sur son territoire.

#### Enseignement primaire
La commune héberge trois écoles : 
- L'école maternelle et élémentaire de La Côte-Saint-André
- L'école primaire et collège catholique privée St François
- L'école alternative privée de l'Arbre

#### Enseignement secondaire
La commune héberge trois collèges :
- Le collège public Jongkind[46]
- Le collège et primaire catholique privé St François
- Le collège privé Jean-Marie Vianney rattaché à la Fondation d'Auteuil

Elle héberge également quatre lycées :
- Le lycée général et technologique Hector Berlioz[47]
- Un lycée public d'Enseignement Général et Technologique Agricole (bac général, technologique, professionnel et BTS[48]). Il est associé au lycée Horticole et Animalier de La Tour-du-Pin avec un centre de formation des adultes et d'apprentis. Ils gèrent deux exploitations, l'une, agricole, à La Côte St André et l'autre, horticole, à La Tour Du Pin[49].
- Le lycée catholique privé Ste Cécile
- Le lycée professionnel privé Jean-Marie Vianney rattaché à la Fondation d'Auteuil (formations en CAP Moto et CAP Maintenance des Bâtiments de Collectivités).

La commune accueille aussi l'école de Production privée Jean-Marie Vianney assurant une formation en CAP agent polyvalent de restauration.

### Équipement sanitaire et social
La commune héberge sur son territoire deux établissements sociaux dans le cadre de la protection de l'enfance : le foyer départemental de la Cote-Saint-André, plus connu sous le nom de Maison d'enfants les Tisserands et la maison d'enfance (MECS) Jean-Marie Vianney gérée par la fondation catholique reconnue d’utilité publique, Les Apprentis d'Auteuil.
La commune héberge sur son territoire deux établissements médico-sociaux dans le cadre de la prise en charge des personnes âges dépendantes : la maison de retraite (EHPAD) publique de l'hôpital de La Côte Saint-André qui compte 180 places et la maison de retraite (EHPAD) publique Eden qui compte 80 -places.

### Équipements et clubs Sportifs
La commune gère sur son territoire quatre stades communaux, destinés à la pratique du football.
- un terrain de football à 7 sur le site du LP privé Jean-Marie Vianney
- un terrain de football de l'allée Jean Jaurès
- un terrain de football du stade Rémy Jouffrey
- un terrain de football du stade municipal

Le stade d'athlétisme est situé avenue Hector Berlioz. Celui compte quatre vestiaires. Deux gymnases (dédié à Pierre de Coubertin et à Paul Genevay) se situent à proximité du stade.
La commune héberge également un site aquatique dénommé espace aqualib, doté d’un toit ouvrant et présentant divers équipements dont un bassin sportif de 25 mètres et un bassin ludique de 200 m2 avec une banquette à bulles, divers équipement, des jets massant, un toboggan et une pataugeoire.

### Événements sportifs
La 5e étape de l'épreuve cycliste Paris-Nice 2020 le 12 mars, permettant de rejoindre La Côte-Saint-André depuis Gannat, sera remportée par le coureur italien Niccolò Bonifazio.

### Équipements culturels
La commune gère divers établissements à vocation culturelle dont l'école de musique municipale et la salle d'exposition Jongkind. Elle héberge également la médiathèque du réseau Bièvre Isère Communauté, ainsi que le Musée Hector-Berlioz.

### Médias

#### Presse écrite
Historiquement, le quotidien à grand tirage Le Dauphiné libéré consacre, chaque jour, y compris le dimanche, dans son édition Isère-Nord, un ou plusieurs articles à l'actualité de la ville, ainsi que des informations sur les éventuelles manifestations locales, les travaux routiers, et autres événements divers à caractère local.

#### Presse audio-visuelle
La commune est située sur l'aire de diffusion de radio Ici Isère, une radio publique qui émet sur tout le territoire du département de l'Isère.

#### Bulletin municipal
Un magazine est édité plusieurs fois dans l'année par la Mairie de La Côte Saint-André. Il est distribué aux habitants et consultable sur le site internet de la Ville.

#### Téléphonie mobile
Bien que située en zone rurale, La Côte-Saint-André ne possède que très peu de zones blanches où la couverture téléphonique ne serait pas assurée, celles-ci se situant surtout dans les zones boisées et désertes. On peut dénombrer quatre antennes du réseau 4G installées sur le territoire et appartenant à quatre opérateurs différents, ainsi que trois antennes du réseau 5G appartenant quant à elles à trois opérateurs distincts.
| Opérateurs       | 3G  | 4G  | 5G  |
| ---------------- | --- | --- | --- |
| Orange           | Oui | Oui | Non |
| Bouygues Telecom | Oui | Oui | Oui |
| SFR              | Oui | Oui | Oui |
| Free             | Oui | Oui | Oui |

### Cultes

#### Culte catholique
La communauté catholique de La Côte-Saint-André et l'église paroissiale Saint-André (propriété de la commune) sont rattachées à la paroisse Sainte Marie de Bièvre-Liers qui est elle-même rattachée au diocèse de Grenoble-Vienne. La maison paroissiale se situe près de l'église de la Côte.

#### Autres cultes
La communauté protestante évangélique de La Côte-Saint-André est rattachée à un temple situé dans la commune de Rives.

## Économie
994 entreprises sont implantées dans la commune, dont 865 sièges y ont leurs sièges et 129 établissements, la majorité d'entre elles étant des sociétés civiles immobilières.

### Secteur industriel et commercial
La distillerie Cherry Rocher.

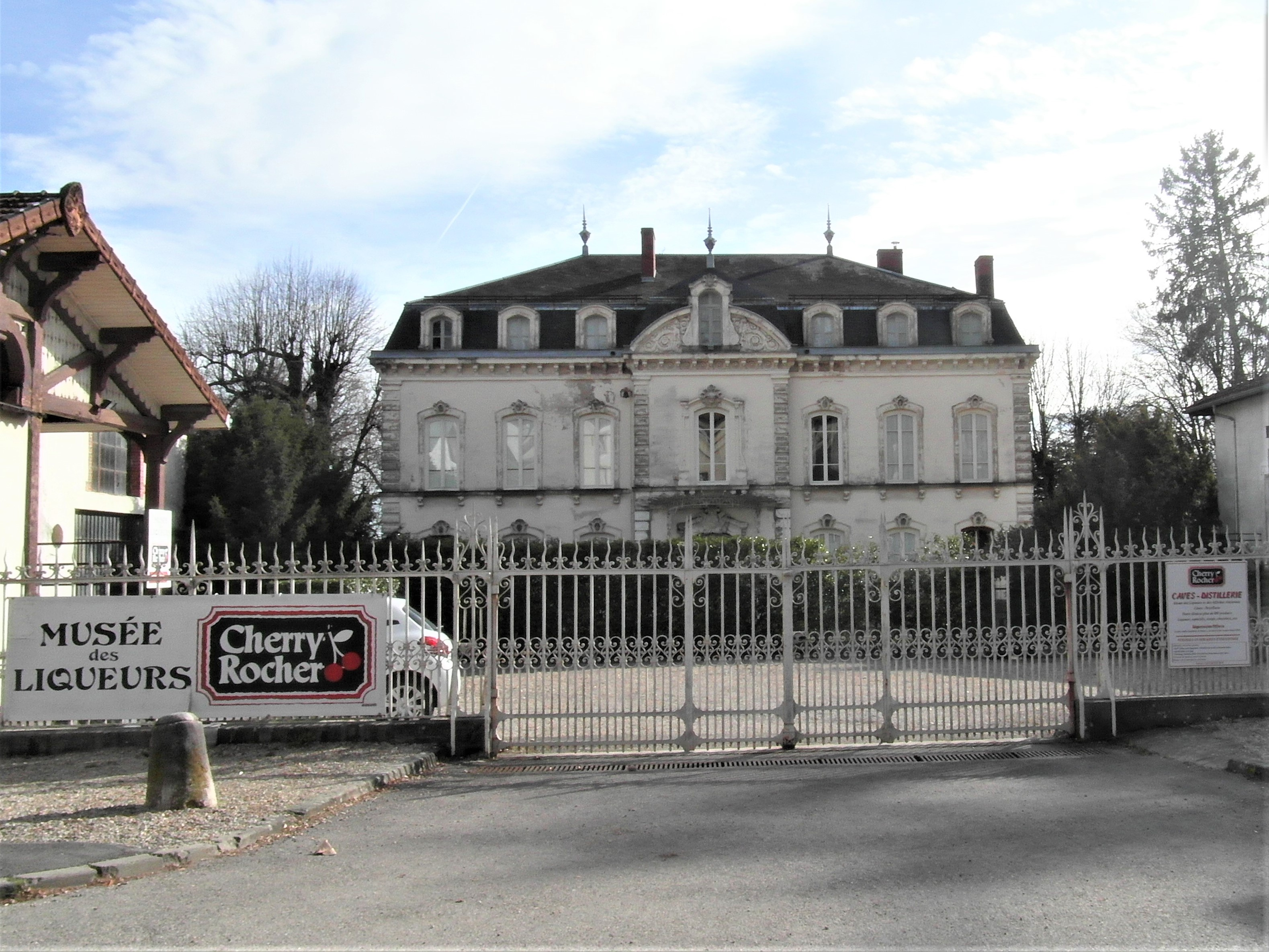
Musée des liqueurs (Maison Cherry Rocher)

Cherry Rocher est l'enseigne d'une distillerie fondée en 1705 à La Côte-Saint-André par Barthélémy Rocher. Elle est connue pour ses eaux-de-vie et liqueurs de fruits et emploie localement 46 personnes.
L'usine de la Côte-Saint-André est le site originel, car c'est dans cette commune que Barthélémy Rocher a fondé sa distillerie. Cette usine réceptionne les produits agricoles de la région pour les transformer.

### Secteur agricole
En 2019, le territoire compte encore de nombreuses terres agricoles. Une exploitation agricole à vocation pédagogique (EPLEFPA) est gérée par le lycée agricole. Celle-ci gère un cheptel de 150 ovins et de 50 bovins répartis sur des terres communales, ainsi qu'un site d'apiculture avec 300 ruches à l’automne 2019.

## Culture locale et patrimoine

### Lieux et monuments

#### Patrimoine religieux

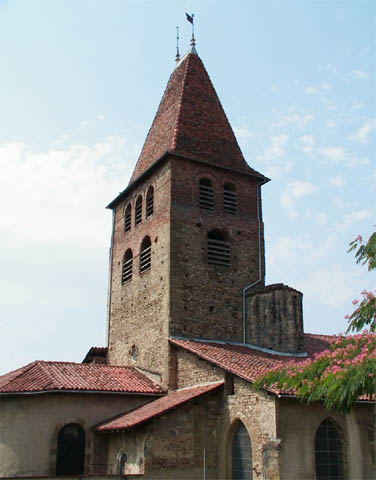
L'église Saint-André.

##### Église Saint-André
L'église Saint-André, à l'origine relevant de l'art roman est située au cœur de la ville. Elle a été édifiée entre 1088 et 1102, et plusieurs fois remaniée jusqu'au XIXe siècle. Les styles roman, gothique et moderne coexistent donc. La partie la plus ancienne en est assurément la croisée du transept avec sa coupole sur trompes, mais l'étude archéologique de l'édifice reste à faire. L'église est inscrite au titre des monuments historiques par arrêté du 5 février 1982.

##### Église Saint-Camille
L'église Saint-Camille a été construite au XIXe siècle à l'initiative de Camille Rocher, qui voulait en faire le cœur d'un phalanstère pour les ouvriers de sa distillerie (projet qui n'a finalement jamais vu le jour). L'église est aujourd'hui désaffectée et appartient à un particulier. Le presbytère est en cours de restauration en vue de la location d'appartements[réf. nécessaire], ainsi que l'église elle-même. La flèche du clocher a été détruite par un incendie en 2005 et n'a fait depuis que l'objet d'une simple restauration provisoire.

##### Chapelle Notre-Dame de Sciez
La chapelle Notre-Dame de Sciez, érigée en hommage à la Vierge Marie, construite au cours du XIXe siècle, est située au sommet d'un coteau et domine le territoire de la commune.

##### Abbaye de Bonnevaux
Il s'agissait d'une abbaye cistercienne (7e fille de Cîteaux), située entre Saint-Jean-de-Bournay et La Côte-Saint-André, en Isère (France). Fondée en 1117, elle fut vendue comme carrière de pierres vers 1830.

#### Patrimoine civil

##### Halle de La Côte-Saint-André

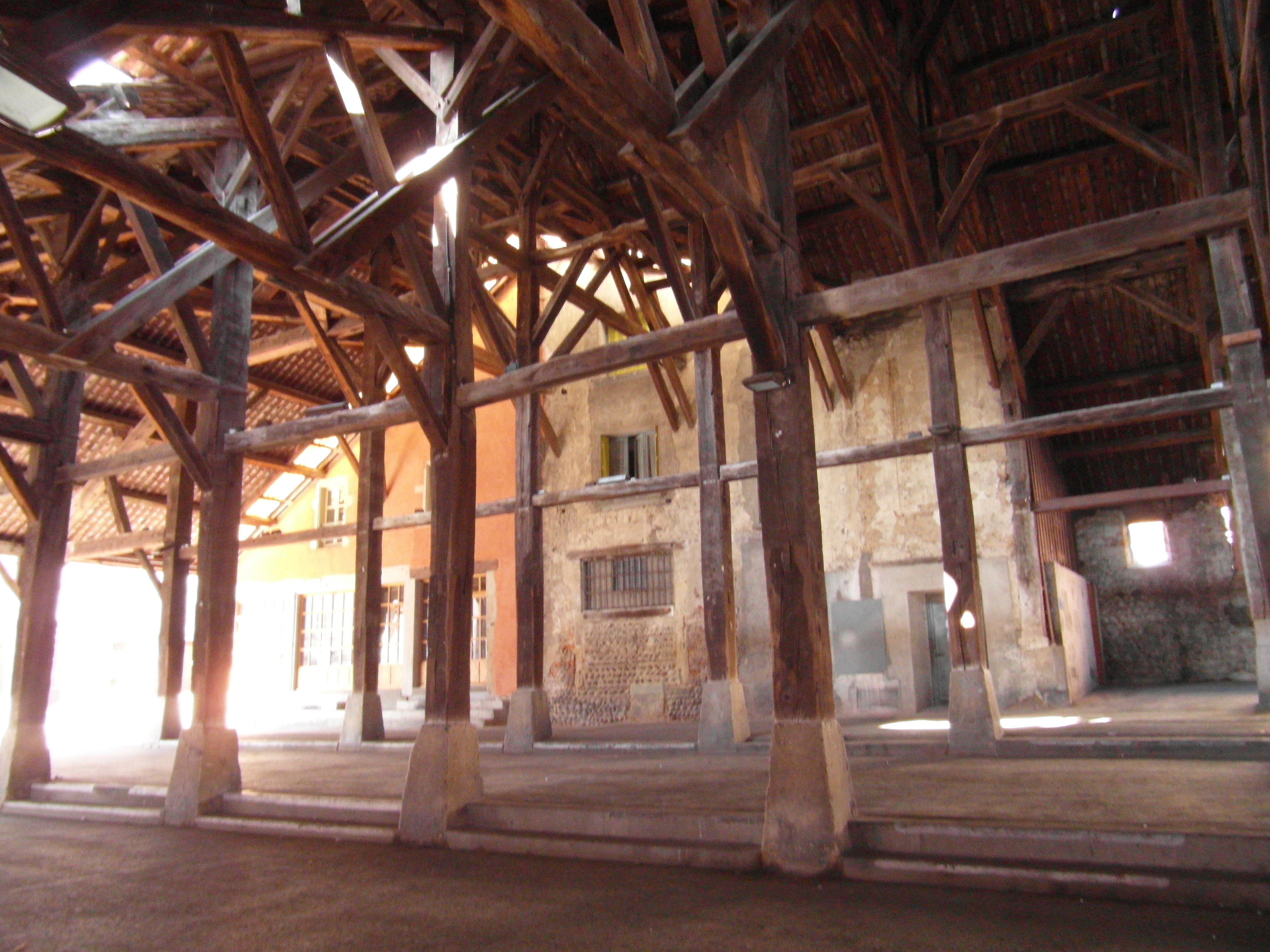
La Halle de La Côte-Saint-André, vue intérieure

Datant de la fin du XIIIe siècle, La halle abrite encore le marché le jeudi matin. Régulièrement entretenue, elle fait l'objet d'une inscription au titre des monuments historiques par arrêté du 23 avril 1925.

##### Château de La Côte-Saint-André

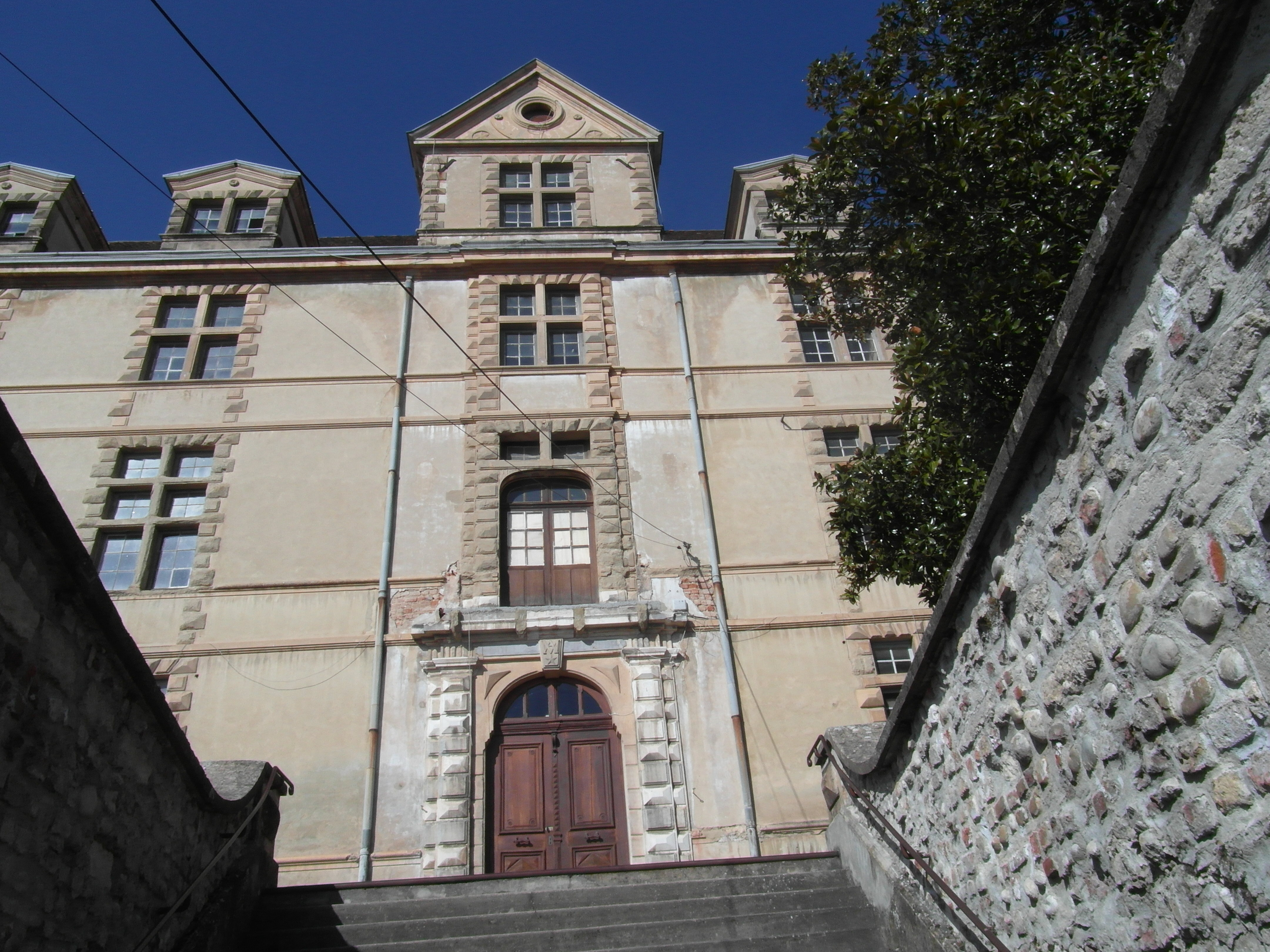
Entrée du Château de La Côte-Saint-André

Situé sur les hauteurs de la ville qu'il surplombe et enjolivé par des effets de lumière (particulièrement au coucher du Soleil), le château de La Côte dit aussi château Louis XI est ouvert au public pour diverses manifestations culturelles. Il héberge l'école de musique municipale, la salle des fêtes dans la salle de l'Aile Nord. Chaque année depuis 2009, le Festival Berlioz s'y déroule également. L'escalier, avec sa cage et sa rampe à balustres, la cheminée du rez-de-chaussée et la salle dite de Louis XI font l'objet d'un classement au titre des monuments historiques par arrêté du 21 mars 1983. Le Château est propriété de la commune.

##### Château des Croisettes
Ce château, souvent dénommé sous le nom de « Domaine des Croisettes », a été édifié à compter de 1892 et présente un parc à l'italienne réalisé par l'architecte paysagiste Gabriel Luizet. Les façades, les toitures, le hall, l'escalier et le parc du Domaine des Croisettes font l'objet d'une inscription partielle par arrêté du 12 décembre 1997.

##### Ferme Berlioz
La Ferme du Chuzeau, dite Ferme Berlioz et construite au XIXe siècle, appartenait à la famille d'Hector Berlioz. Le verger, le pavillon, l'étable, l'abreuvoir, le bûcher et l'écurie font l'objet d'une inscription au titre des monuments historiques par arrêté du 25 septembre 2003.

##### Monument aux morts

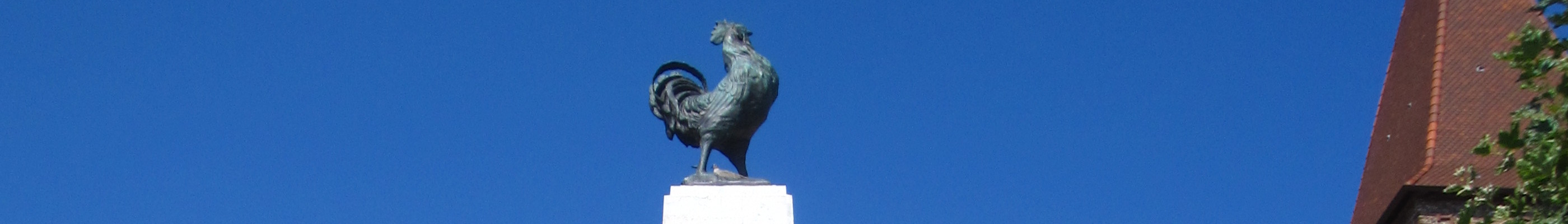
Coq du monument aux morts de la Côte-Saint-André

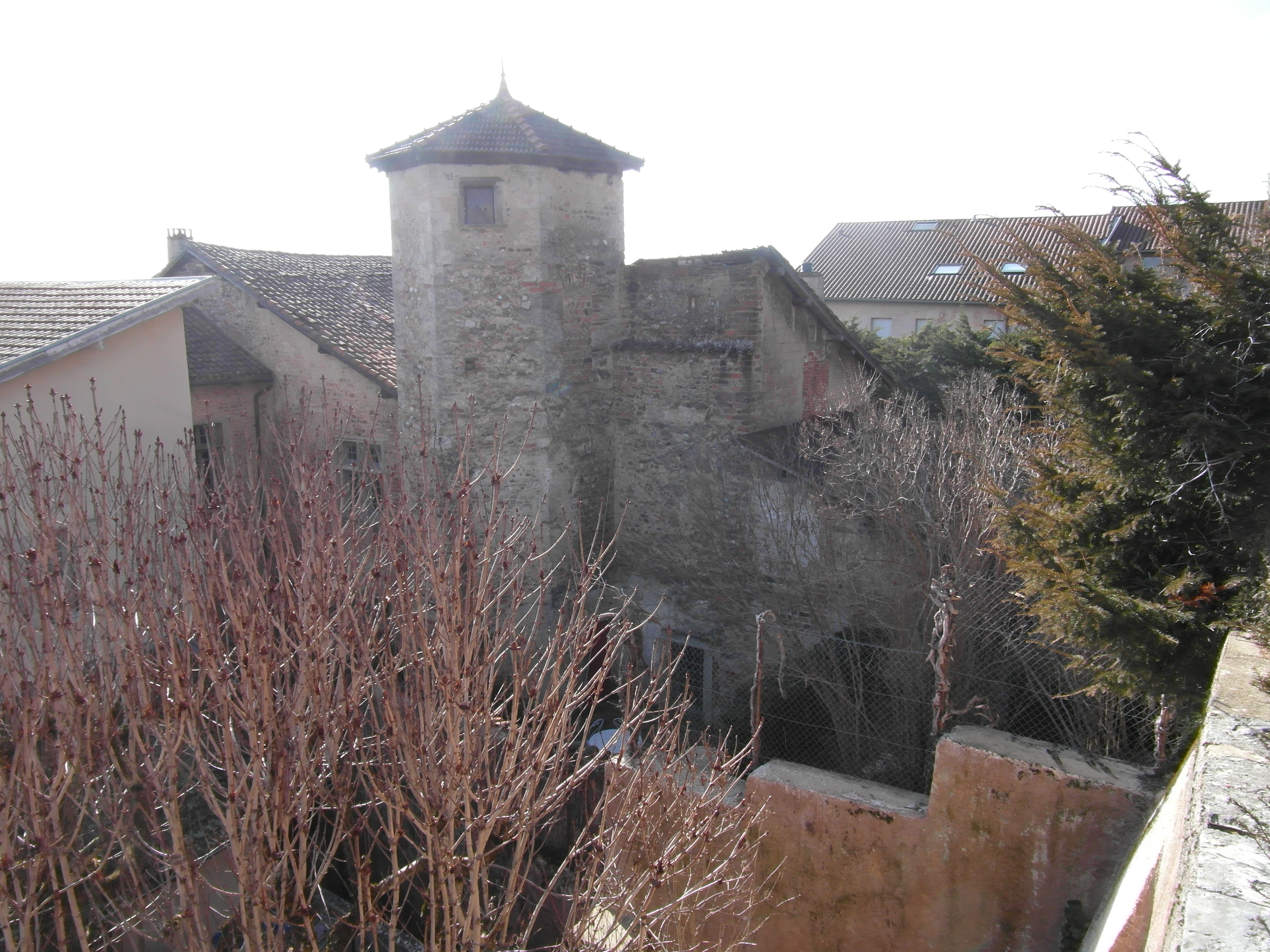
Hôtel de Bocsozel vu des terrasses de La Côte Saint-André

Le monument aux morts de La Côte-Saint-André a été créé par le sculpteur et athlète Alexandre Maspoli (Genève, 1875 - Caluire-et-Cuire (Rhône), 1943) et par J. Lesage. Le monument a été réalisé en 1922 et inauguré le 6 août de la même année. La composition est riche en symbolique (coq, poilu, croix de guerre, palmes de la paix) et rappelle le travail des femmes pendant la guerre. Les sculptures sont en bronze et calcaire de Villebois. À l'époque le coût a été de 33 335 francs. On retrouve le " poilu " du monument de La Côte Saint-André sur le monument des Avenières (Isère). Le monument aux morts est inscrit au titre des monuments historiques par arrêté du 1er avril 2003 et labellisé « Patrimoine du XXe siècle » de l'Isère.

##### Hôtel de Bocsozel
Du XVIe siècle, situé en Place de la Halle. Les façades et les toitures de l'Hôtel de Bocsozel sont inscrites au titre des monuments historiques par arrêté du 23 avril 1981.

##### Hôtel de ville
L'escalier qui donne sur la cour et la galerie en retour font l'objet d'une inscription au titre des monuments historiques par arrêté du 3 octobre 1983.

##### Musée Hector Berlioz
Au 69, rue de la République, la maison natale d'Hector Berlioz, fait l'objet d'un classement au titre des monuments historiques par arrêté du 24 février 1942. La maison est aujourd'hui un musée, inauguré en 1935, consacré au grand compositeur français.

##### Chalet du Rival
Le chalet du Rival est labellisé Patrimoine en Isère.

##### Les autres bâtiments
Diverses maisons du centre du village datent du XVIe siècle, voire du Moyen Âge. Certaines sont remarquables par leur structure en demi-paliers, typique du Dauphiné, notamment celle se situant au 19, rue Laval de Bressieux, entre la place de la Halle et le château. On peut également découvrir les autres maisons suivantes :
- Maison de La Côte-Saint-André du 9 et 11, rue Centrale :

Le portail qui donne sur la rue, y compris son auvent et ses vantaux, de la maison datant XVIIe siècle font l'objet d'une inscription partielle au titre des monuments historiques par arrêté du 31 décembre 1979.
- Immeuble de La Côte-Saint-André du 22, place de la Halle et immeuble, rue du Château, anciennement rue du Lion d'Or :

Il date du XVIe siècle. Les façades et les toitures sont inscrites partiellement au titre des monuments historiques par arrêté du 14 mars 1977.

Quelques photos de quelques monuments civils de La Côte-Saint-André
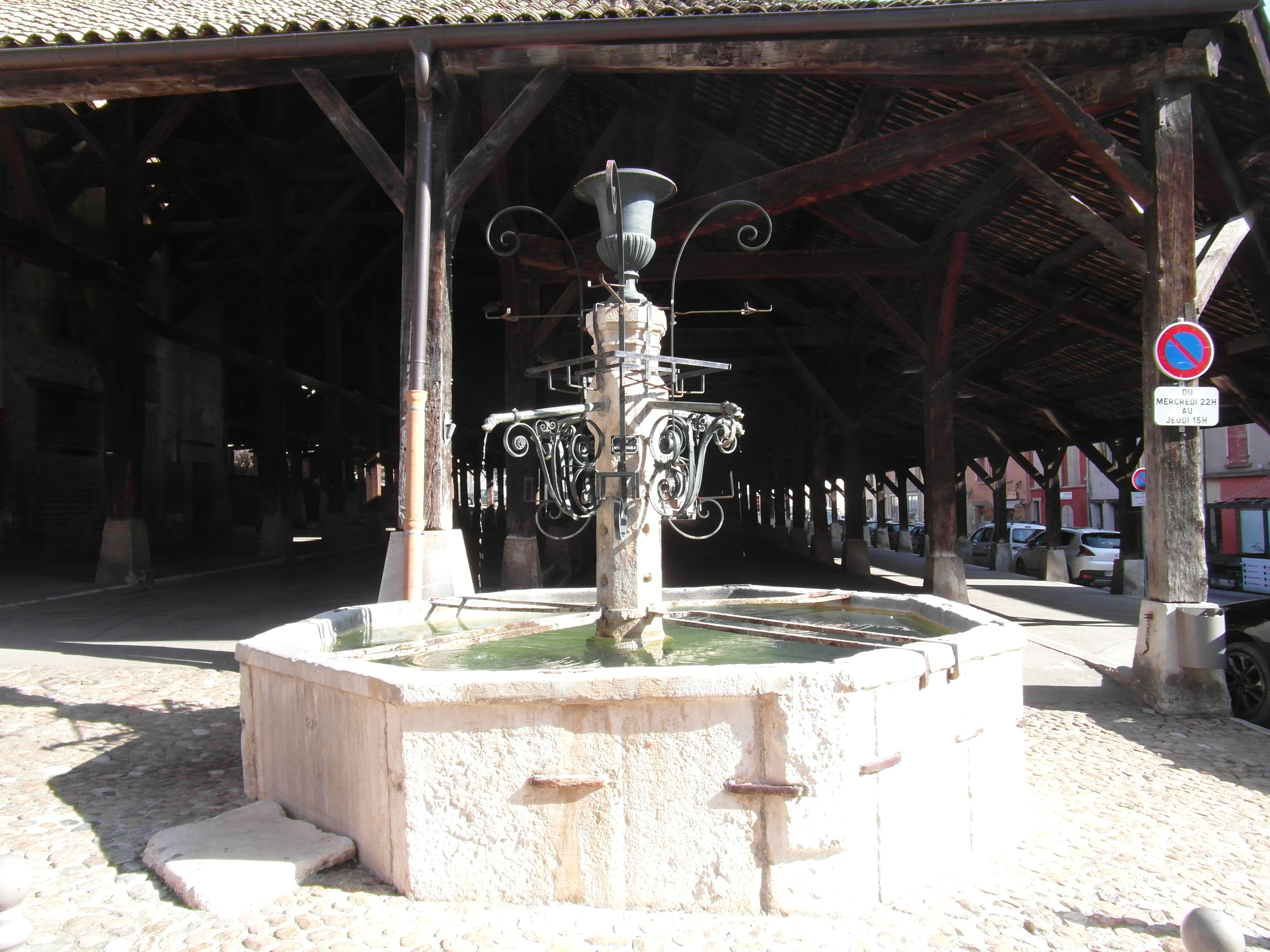
Fontaine de la Halle de La Côte-Saint-André
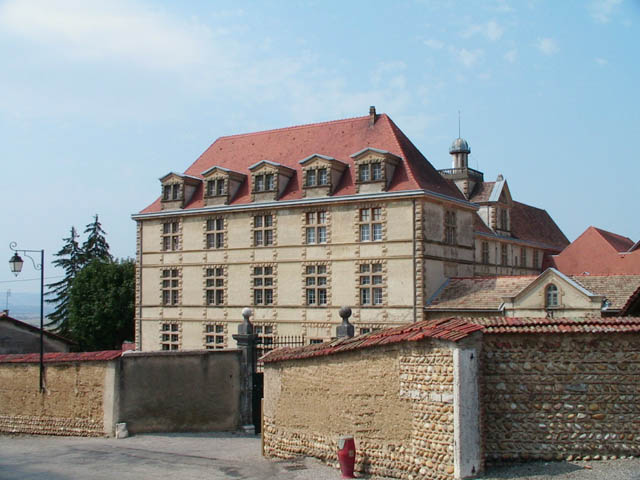
Le Château de La Côte-Saint-André
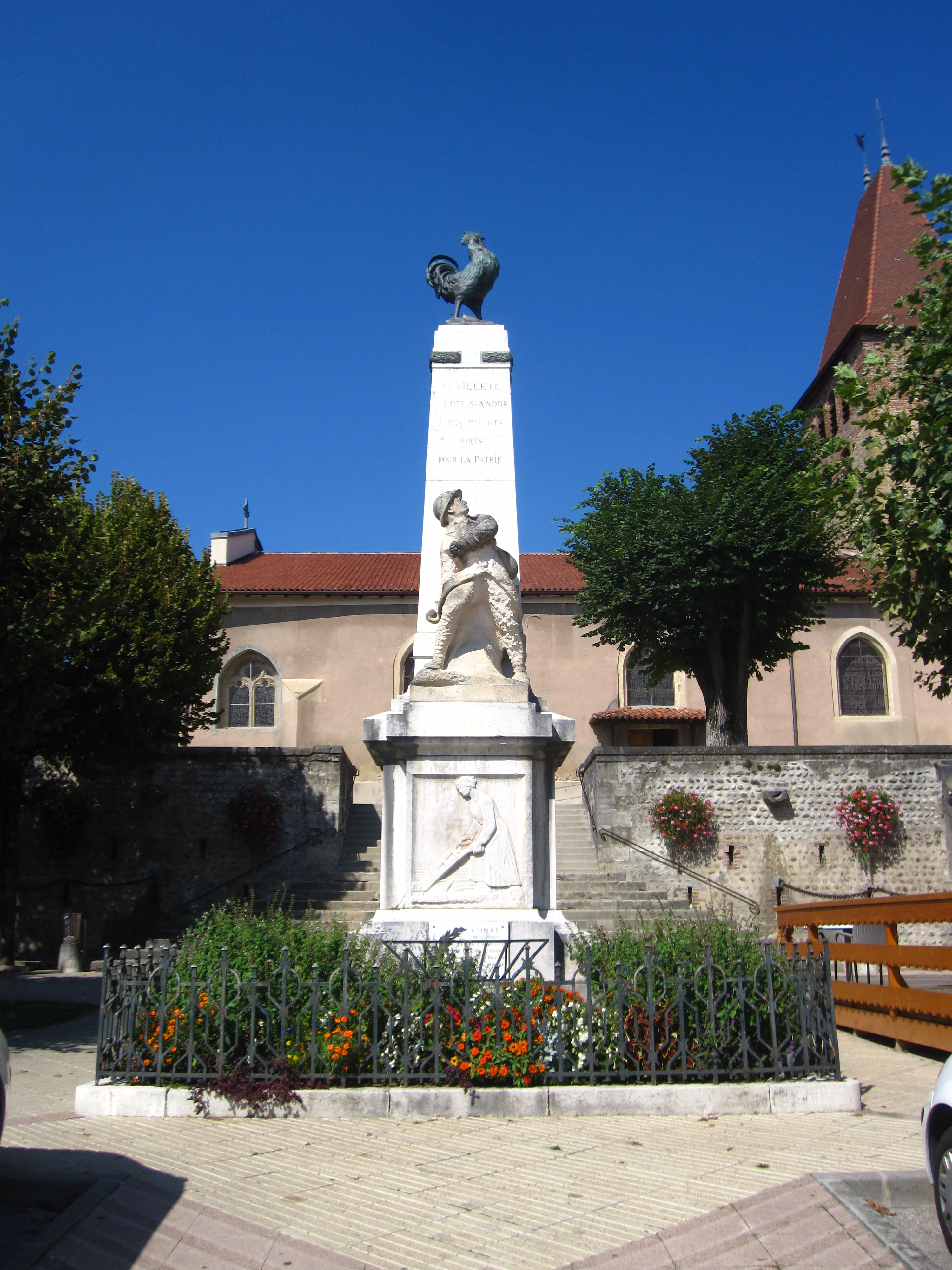
Monument aux morts
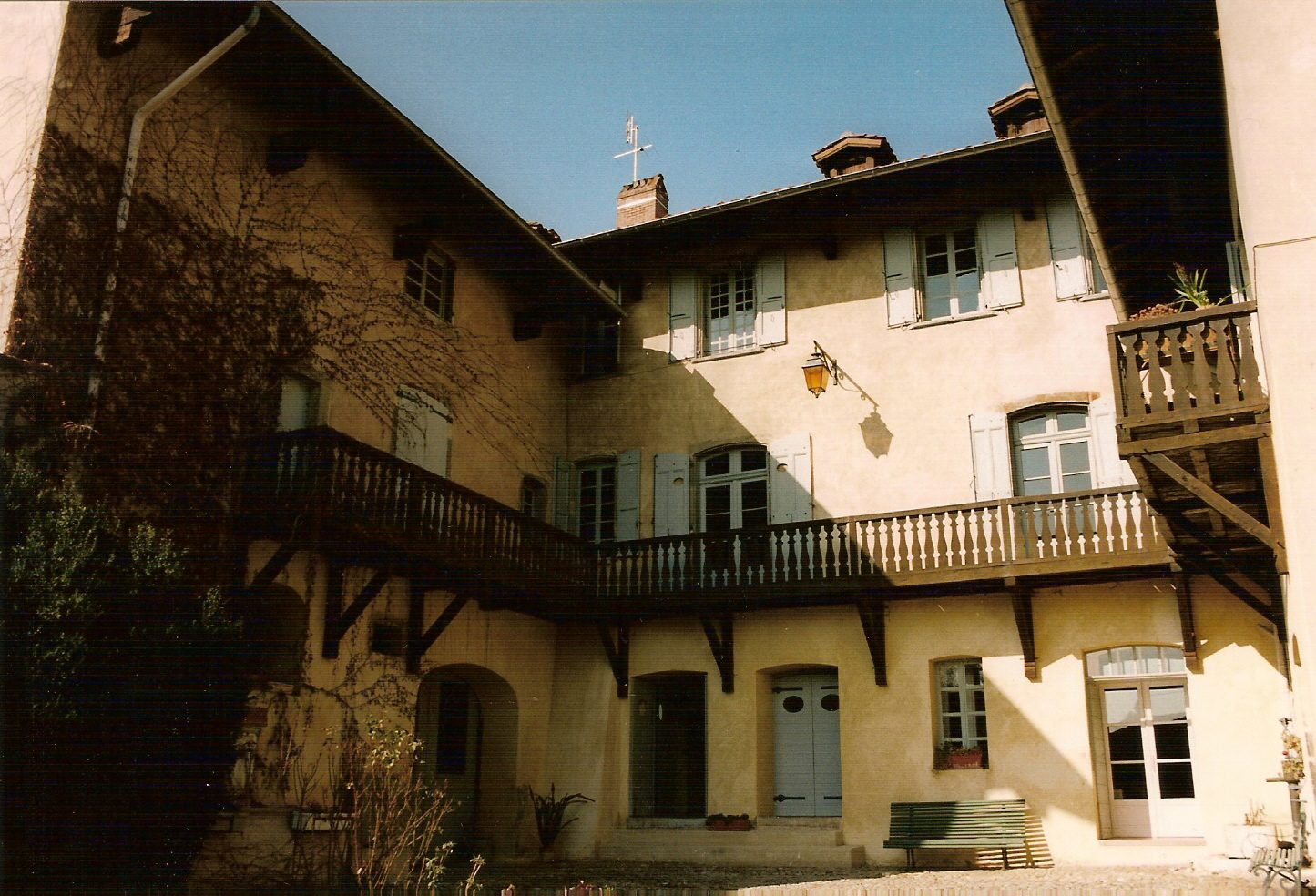
Maison natale d'Hector Berlioz
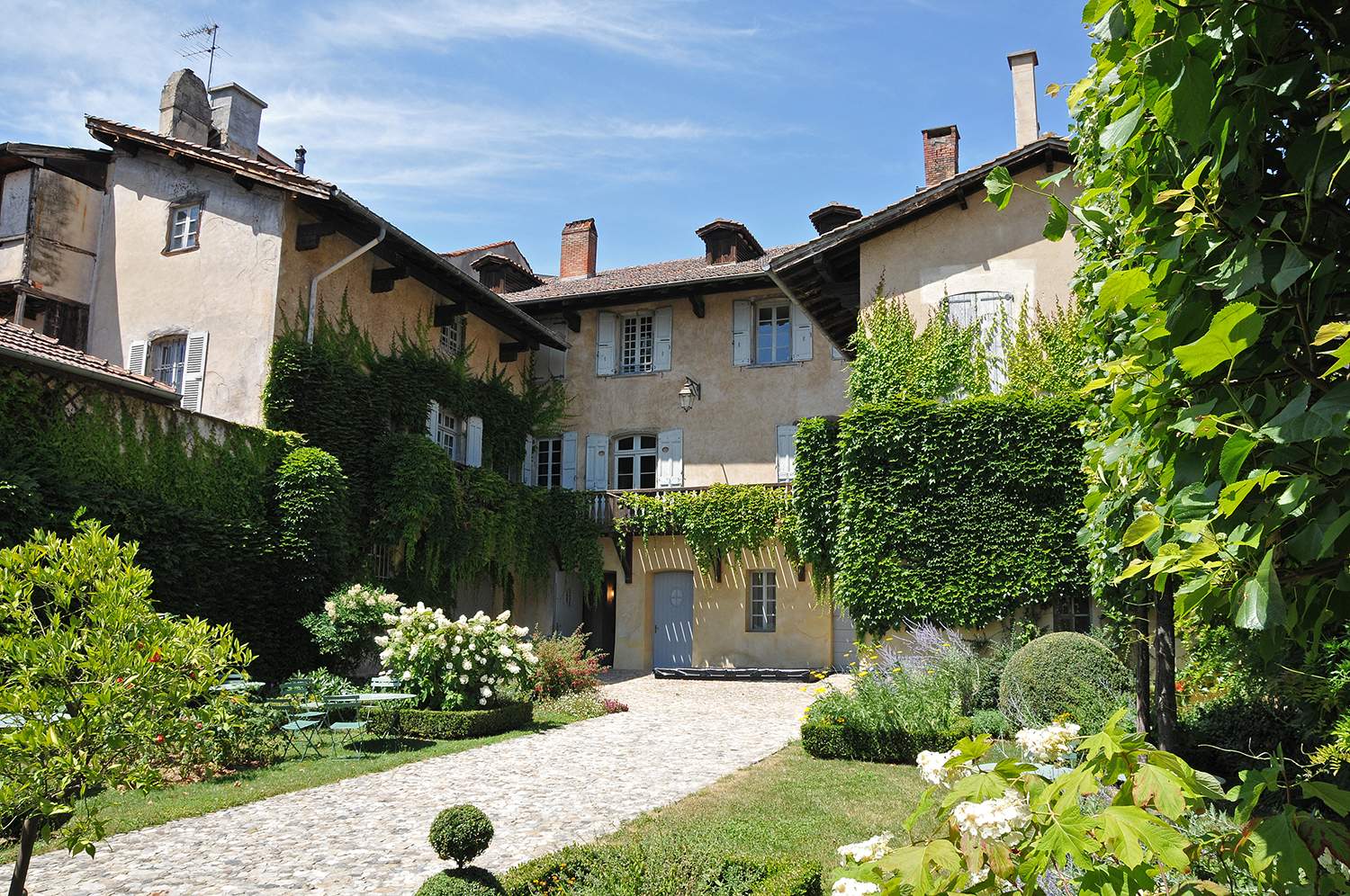
jardin du musée Hector Berlioz
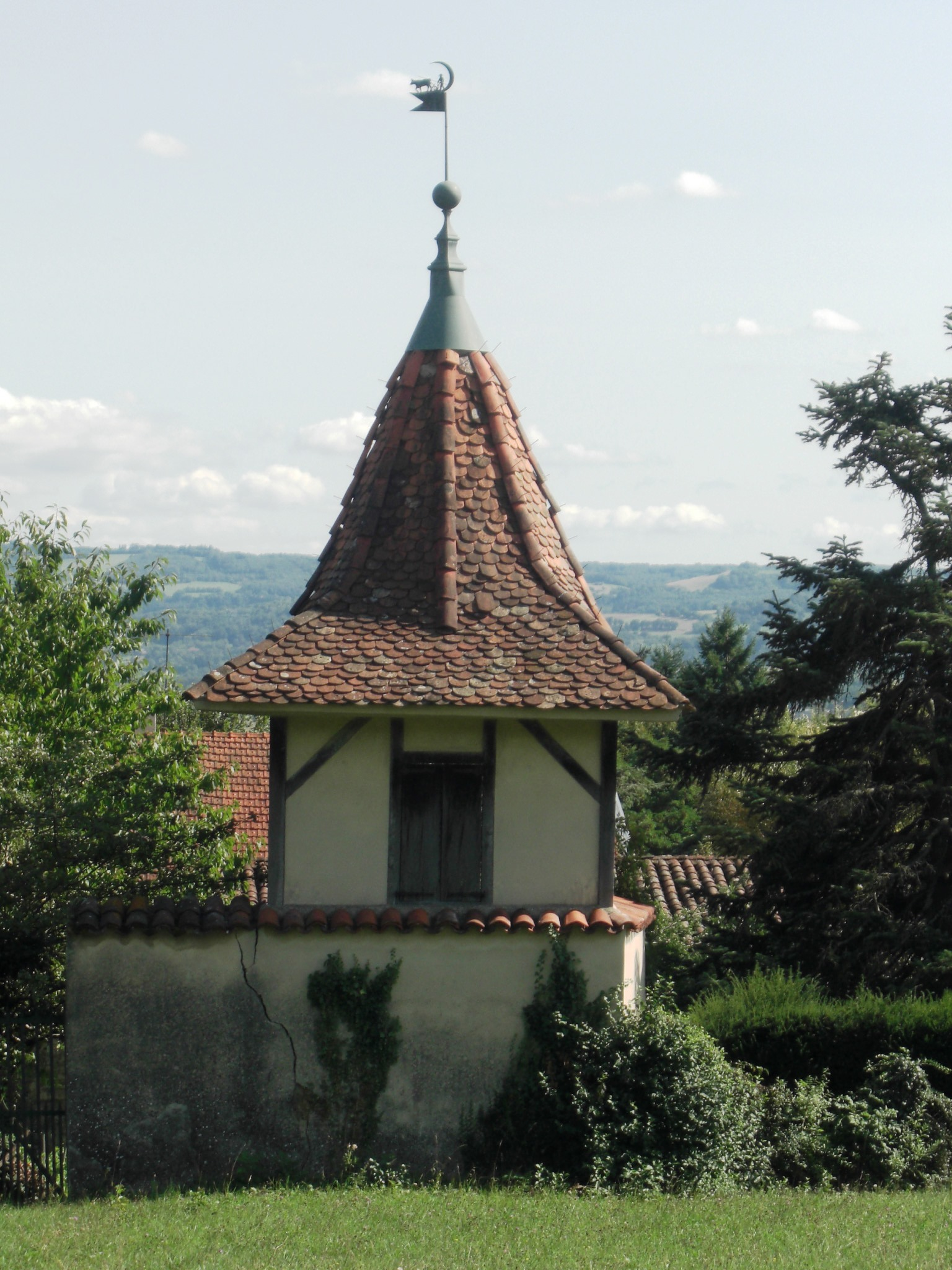
Pavillon de la ferme Berlioz

### Patrimoine culturel

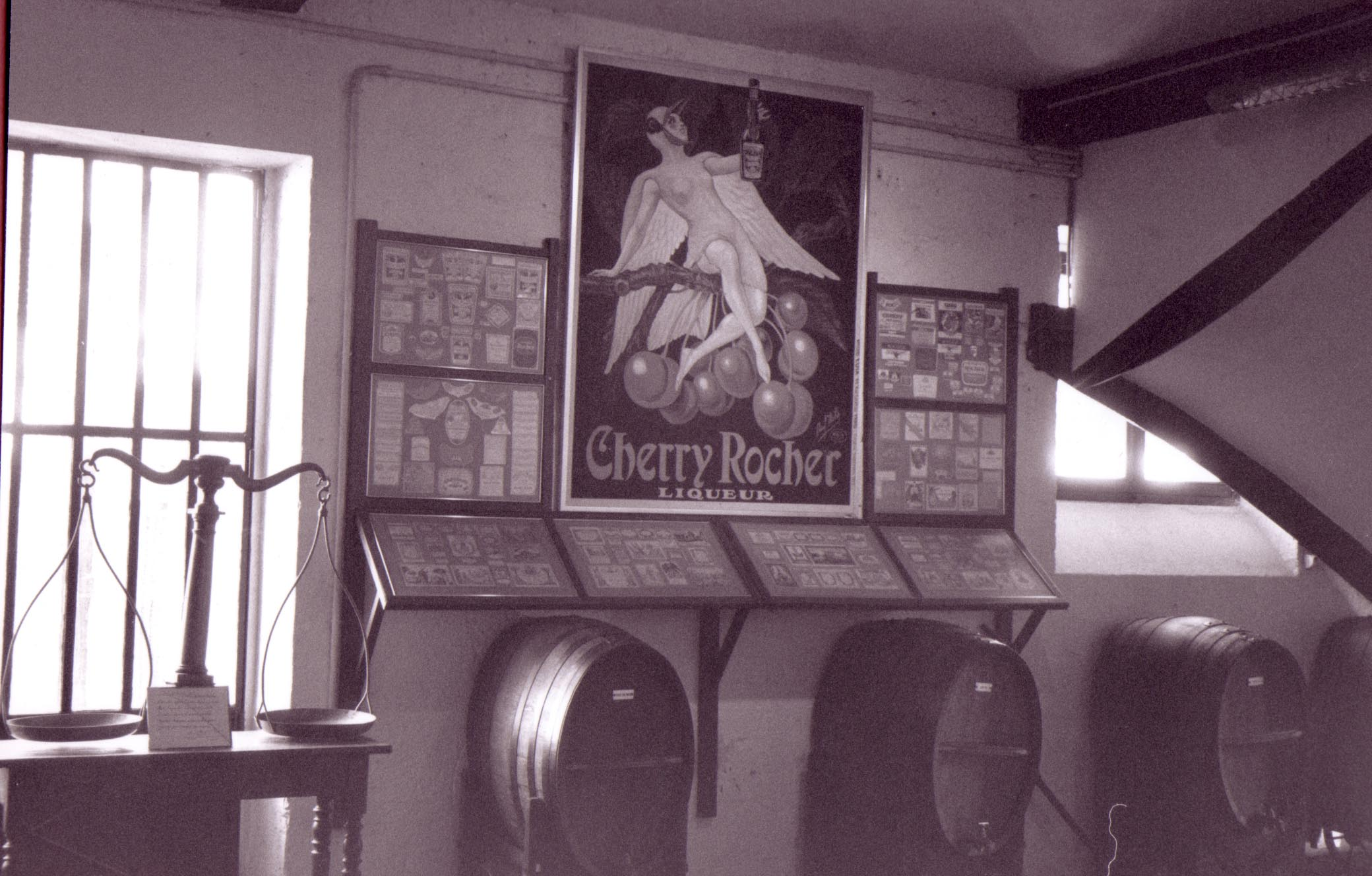
Musée des Liqueurs Cherry-Rocher.

- Le musée des liqueurs Cherry Rocher : musée renfermant une collection étonnante d'affiches anciennes et d'étiquettes fin XIXe siècle. On peut voir aussi l'ancienne distillerie avec ses alambics en cuivre.
- La maison natale d'Hector Berlioz, transformée en musée départemental et rénové récemment, ouverte à la visite. Ce site a reçu en mai 2011 le label Maisons des Illustres.
- La médiathèque intercommunale[83]
- École de musique municipale[84]
- Salle d'expositions Jongkind[85]

### Patrimoine et tradition orales

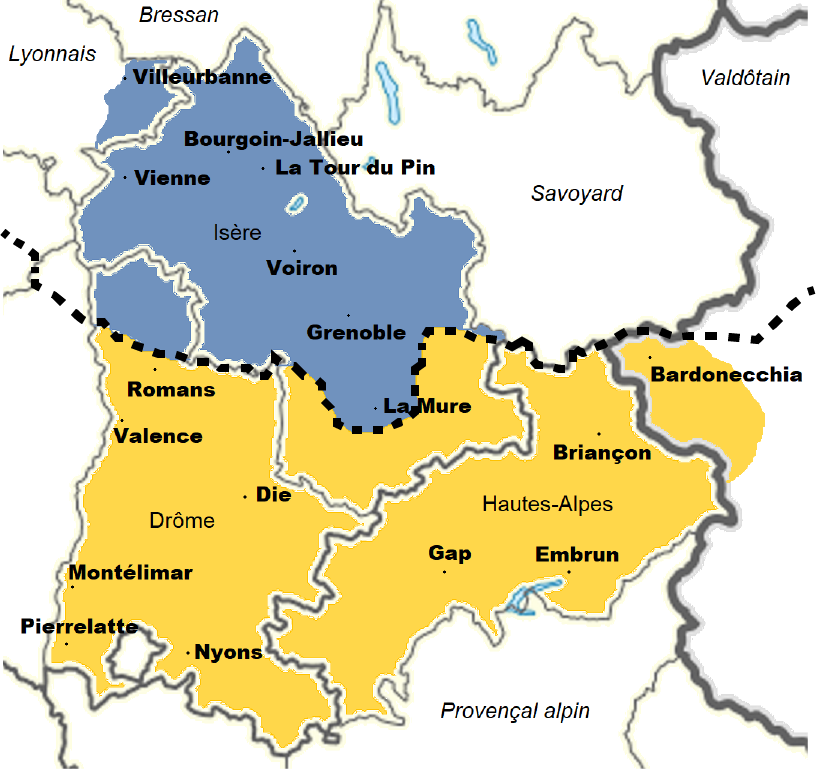
Carte linguistique du Dauphiné : Le dauphinois est un dialecte arpitan parlé dans le nord du Dauphiné

- Langue régionale

Historiquement, sur le plan linguistique, le territoire de La Côte-Saint-André, ainsi que l'ensemble de la plaine de Bièvre, se situe au nord-ouest de l'agglomération grenobloise et au sud-est de l'agglomération lyonnaise et donc dans la partie centrale du domaine linguistique des patois dauphinois, laquelle appartient au domaine de la langue dite francoprovençal ou arpitan au même titre que les parlers savoyards, vaudois, Valdôtains, bressans et foréziens.
L'idée du terme, « francoprovençal », attribué à cette langue régionale parlée dans la partie centre-est de la France, différente du français, dit langue d'oil et de l'occitan, dit langue d'oc est l'œuvre du linguiste et patriote italien Graziadio Isaia Ascoli en 1873 qui en a identifié les caractéristiques, notamment dans le Grésivaudan, les pays alpins et la vallée de l'Isère, depuis sa source jusqu'à sa confluence avec le Rhône. .

### Espaces verts et fleurissement
En mars 2017, la commune confirme le niveau « une fleur » au concours des villes et villages fleuris, ce label récompense le fleurissement de la commune au titre de l'année 2016.

### Personnalités liées à la commune

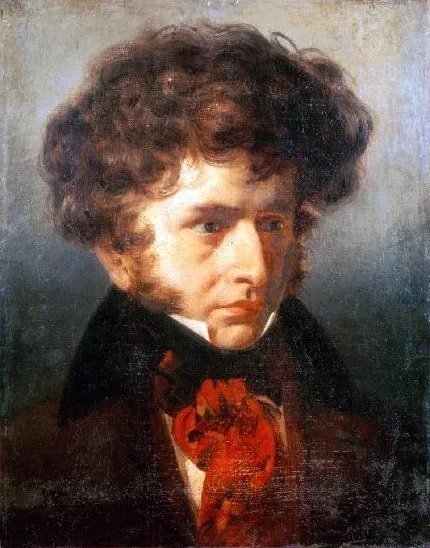
Hector Berlioz en 1832

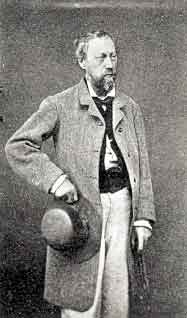
Johan B. Jongkind

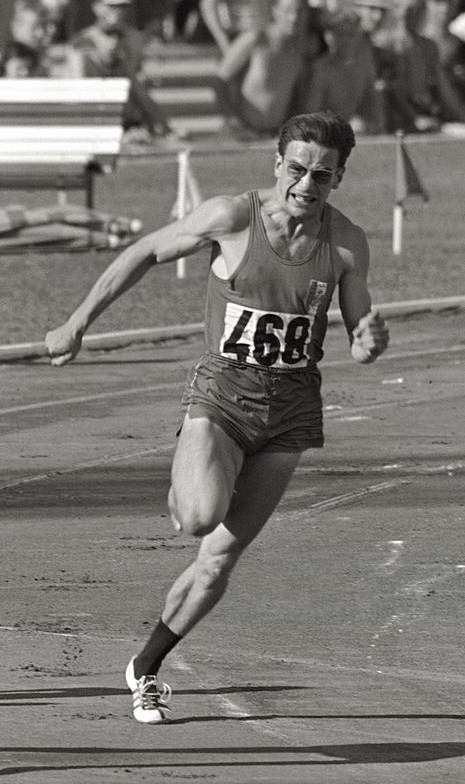
Paul Genevay

- Jean-Pierre du Teil (1722-1794), professeur de Napoléon Bonaparte à l'École militaire d'Auxonne, y est né.
- Jean-Baptiste Davaux, né en 1742 à La Côte-Saint-André[87], compositeur au service des princes de Rohan, auteur, sous la Révolution, d'une Symphonie concertante mêlée d'airs patriotiques (1794).
- Louis Berlioz, (1747–1815), médecin, qui, à partir de 1810, fut le premier Français à pratiquer l'acupuncture, dans son cabinet médical de la rue Impériale (aujourd'hui rue de la République), par ailleurs maison natale de son fils Hector (voir ci-dessous). Cette maison est aujourd'hui un musée consacré à Hector Berlioz, mais on peut y voir une vitrine avec le matériel médical de Berlioz père, et un manuel d'acupuncture dont il fut l'auteur.
- Gabriel Mathieu Simond de Moydier, né le 26 septembre 1760 à La Côte-Saint-André (Isère), mort le 25 décembre 1838  à Paris, général français de la Révolution et de l’Empire.
- Hector Berlioz, célèbre compositeur, écrivain et critique français, né le 11 décembre 1803 à La Côte-Saint-André, et mort le 8 mars 1869 à Paris. Un festival de musique symphonique, le Festival Berlioz lui est consacré tous les ans à La Côte Saint-André vers la fin du mois d'août, les principaux concerts se déroulant dans la cour du château. Sa maison natale est devenue le Musée Hector-Berlioz.
- Johan Barthold Jongkind (peintre paysagiste hollandais) vient habiter à La Côte-Saint-André en 1878 pour y mener une existence paisible jusqu'à la fin de ses jours. Il laissera beaucoup d'aquarelles. Un concours de peintres est organisé tous les ans en été à La Côte-Saint-André où il est enterré[88].
- Henri Meyer (1841-1915), fils de Balthazard Meyer, maire de La Côte-Saint-André, sera élu en 1894 maire à son tour. Conseiller général, puis député de l'Isère, il est connu pour avoir été, à Paris, le juge d'instruction des attentats anarchistes au début du XXe siècle.
- Paul Genevay, né en 1939 à La Côte-Saint-André, athlète français notamment médaillé de bronze aux Jeux olympiques d'été de 1964.

### Événement culturel
- Le Festival Berlioz.

Depuis 1994, chaque été à la fin du mois d'août, la Côte-Saint-André honore son compositeur romantique Hector Berlioz.
L'édition de 2019 marque le 150e anniversaire de la mort du compositeur. Les festivités se sont entièrement déroulées cette année-là dans sa ville natale, entre le 17 août et le 1er septembre. Si l'édition de 2020 a été annulée, celle de 2021 se déroule normalement du 17 au 30 août 2021.
Des événements culturels sont également organisés par la Mairie de La Côte Saint-André, le Musée Hector Berlioz, la Médiathèque et les nombreuses associations œuvrant sur la ville.

### La Côte-Saint-André dans les Arts

#### Dans les films
- 1982 : La Truite de Joseph Losey

### Héraldique, logotype et devise
| Blason de Côte-Saint-André (La) | Blason  | D'azur au sautoir d'argent cantonné de deux fleurs de lys d'or, une en chef et une en pointe, et de deux dauphins du même aux flancs. |
| Blason de Côte-Saint-André (La) | Détails | Armes parlantes (en blasonnant "croix de St André"). Le statut officiel du blason reste à déterminer.                                 |